# 亀甲墓

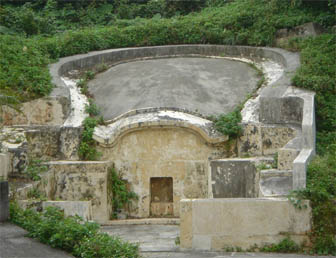
亀甲墓（沖縄県）

亀甲墓（かめこうばか、きっこうばか、方音：カーミナクーバカ）は、墓室の屋根が亀甲形をした沖縄県に多く見られる墓様式。

## 概要
琉球王国時代は破風墓（玉陵が代表例）とともに士族のみに許された墓であったが、廃藩置県以後は庶民の間でも急速に普及した。
戦後は火葬の普及とともに、より小型の家形墓に主流が移っている。
沖縄では、日本本土にあるような塔式墓（四角柱形の石の墓、大和墓とも呼ばれる）は、本土復帰後に新たに建てられたものを除いて、ほとんど見られない。

## 歴史

### 亀甲墓以前

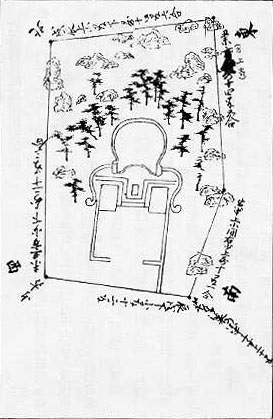
具志川御殿の墓絵図（1761年）。眉（マユ）、臼（ウーシ）、袖石等、亀甲墓に典型的な要素が描かれている。

沖縄では、先史時代から天然の洞窟（ガマ）や岩陰、あるいは崖（パンタ）に遺体を運んで風葬にするのが主流の葬制であった。後代になると、斜面や岩盤に人工的に横穴を掘り、その入口を石積みや漆喰で塞ぐ形式の横穴墓が登場する。この形式は掘込墓と呼ばれる。16世紀になると、この掘込墓の正面をさらに切石で装飾した、破風墓と呼ばれる家型の王族墓が登場する。玉陵（1501年）がその代表例である。士族は、破風墓よりも少し平坦に崩した形式の平葺墓（方音：ヒラフチバー）であった。もっとも大掛かりな墓は王士族や豪族、有力者に限られ平民は琉球王国時代に入っても風葬や横穴墓が主流であった。
亀甲墓はこの掘込墓の正面屋根を亀甲型に装飾した墓のことで、破風墓と外観は異なるが構造的にはよく似ている。墓の前部に祭祀を行うための墓庭を設けてその周りを石牆（石垣）で囲み、墓庭の正面奥には複数の蔵骨器（厨子甕）を収めることができる墓室を設ける。沖縄では伝統的に個人墓はまれで、亀甲墓も大抵は家族墓か門中墓のいずれかである。

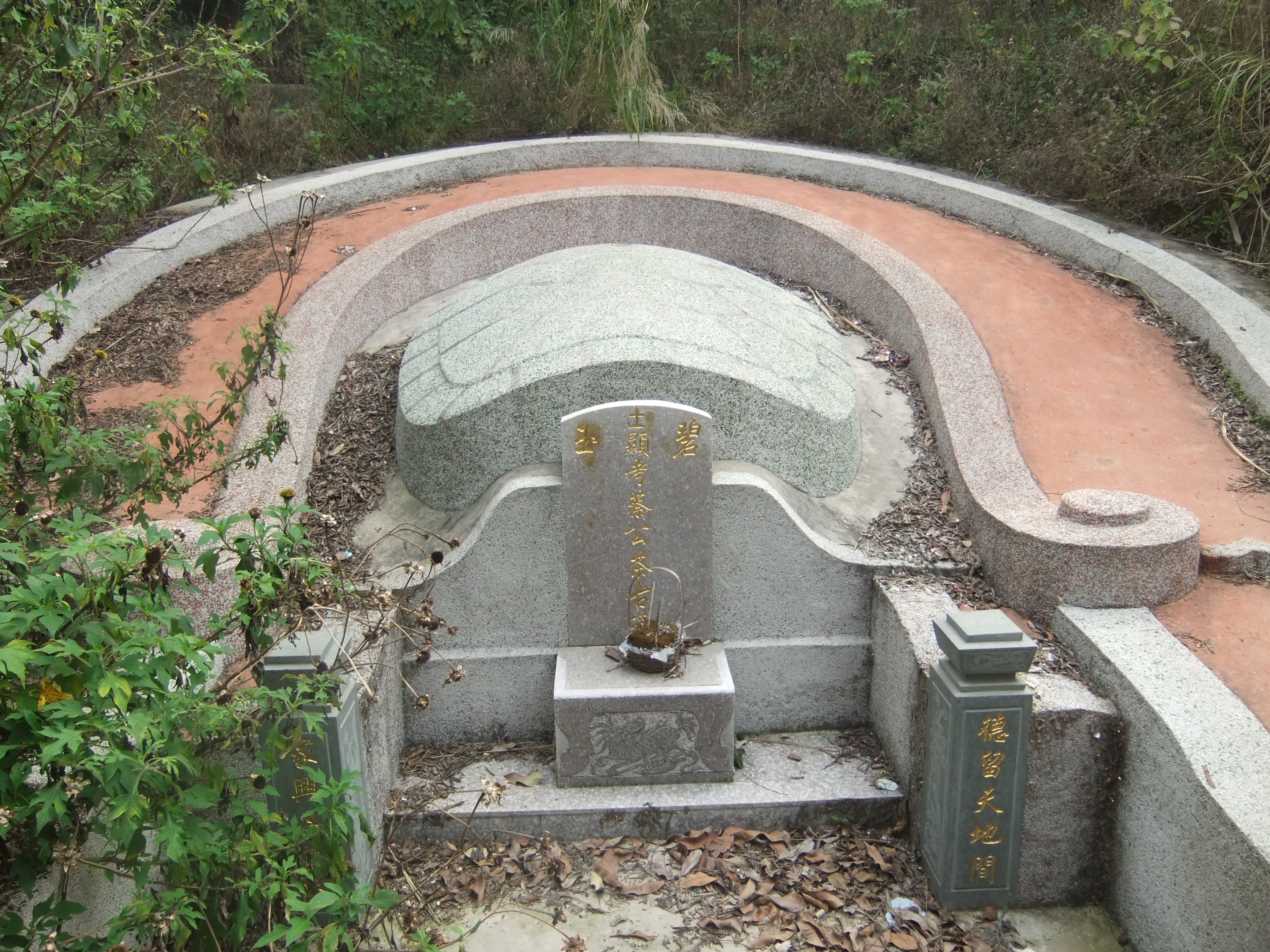
福建省泉州にある亀殻墓

亀甲墓の起源は中国南部から伝わった唐墓（とうばか）であると言われる。たとえば福建省や台湾には、亀甲形をした、亀甲墓によく似た形式の墓がある。もっとも上述の通り、沖縄の伝統的な墓制は門中墓・家族墓が主流であるが、中国のそれは個人墓が主流である（近年は家族墓も増えている）。
また、一般に墓室は設けず蔵骨器は地中に埋葬し、墳丘部の正面に墓牌（墓碑）を建てるなどの点も亀甲墓とは異なっている。それゆえ、亀甲墓は中国南部から伝えられた墓様式に、沖縄の伝統的な墓制が融合して独自に発展を遂げたものであるといえる。
亀甲墓の祖型にあたる墓としては、羽地朝秀の墓や玉城朝薫の墓などが知られている。これらの墓は屋根が、（亀甲形ではなく）かまぼこ形をしており、臼（ウーシ）や袖石（スディイシ）など亀甲墓に典型的な装飾的要素をいくつか欠いてはいるが、全体的なシルエットは亀甲墓に似ている。

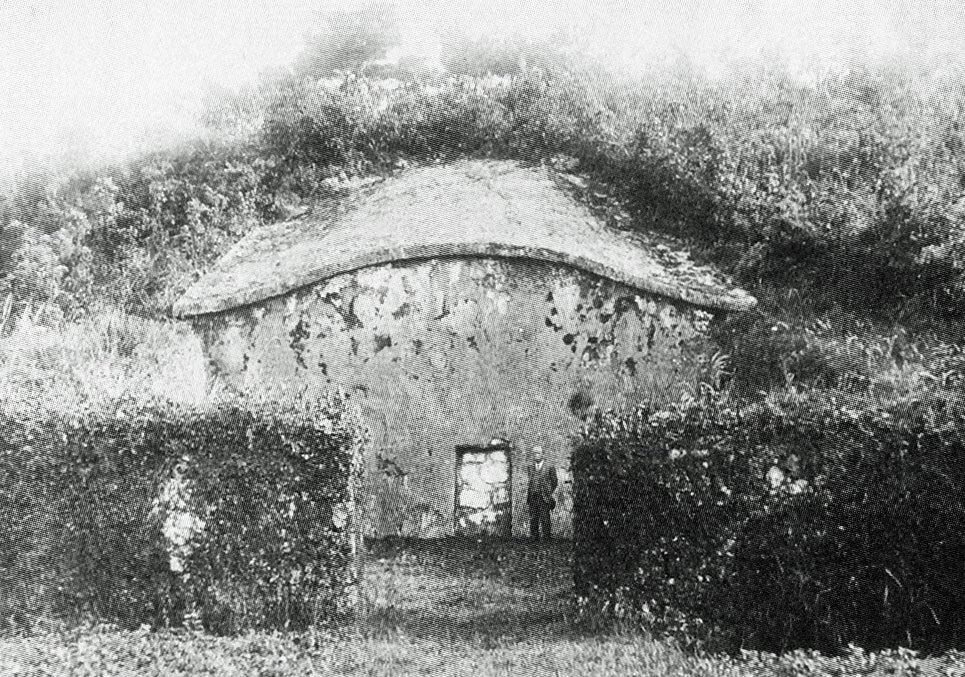
羽地朝秀の墓（1933年撮影）

羽地朝秀の墓（羽地御殿の墓）は、父・朝泰の代に国王から拝領したもので、当初は掘込墓であったがのちに現在の亀甲墓に似た形に改修された。玉城朝薫の墓は正確には向氏辺土名殿内の歴代墓で、辺土名家の歴代当主とその家族が葬られている。元々の玉城朝薫の墓は個人墓（通称一ツ墓）として別にあったが、明治以降に現在の墓に合葬されたとみられる。発掘調査で玉城朝薫の厨子甕が見つかっている。戦争で上半分が破壊されたが近年修復され、往時の姿によみがえった。

### 亀甲墓の出現と発展

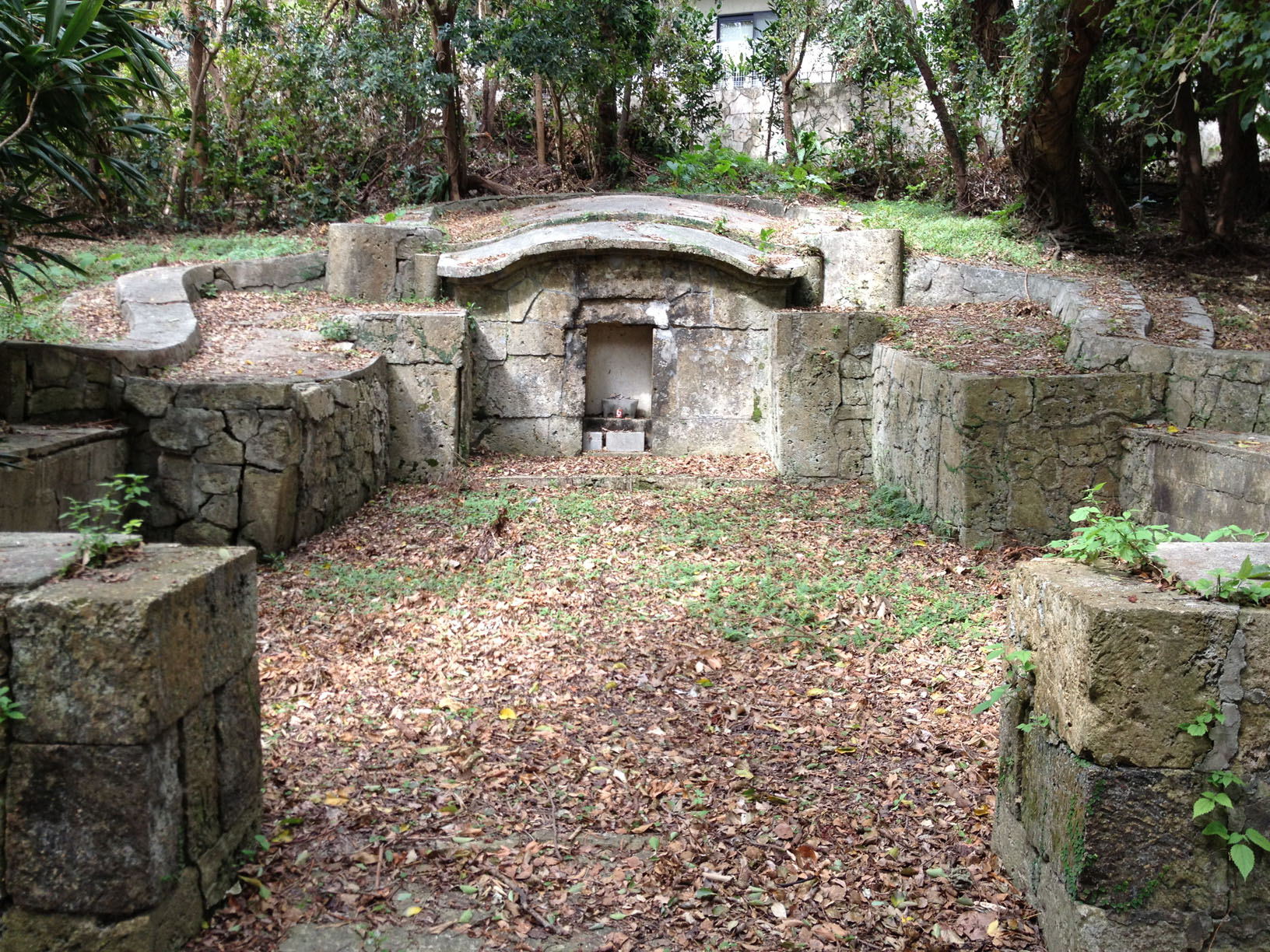
伊江御殿墓

17世紀後半になると、亀甲墓が沖縄で造られるようになる。現存する最古の墓は護佐丸の墓（1686年）や伊江御殿墓（1687年）が知られている（いずれが最古であるかは文献によって意見が分かれる）。
護佐丸の墓（毛氏豊見城殿内の墓）は、元々あった墓が崩壊したため、1686年に現在の墓に造り直した。ここには7世までの当主が葬られ、8世以降は識名墓（那覇市識名）に葬られている。伊江御殿墓は、亡命中国人のタイロウこと曾得魯（そうとくろ、チャンタールー）が風水を見て設計したと言われている。後年造られる他の御殿墓に比べると規模（幅約11m、奥行き約17m）は小さいが、ヒンプン（屏風、墓庭内に設けられた邪気を防ぐ石垣塀）を欠く以外は亀甲墓の主要素をすべて備えている。伊江御殿墓は沖縄戦で一部破壊されたが、戦後修復された。

その後18世紀に入りこの形の亀甲墓が、御殿や殿内といった王士族の間で大流行した。初期の亀甲墓としては、ほかに具志川御殿の墓が9世・今帰仁按司朝季（1667年 - 1724年）の時代に造られたことが家譜の記録にあり、また宜野湾御殿の墓（1738年造墓、元は具志頭御殿一世・小禄王子朝奇の墓）も、造墓年代の古い亀甲墓として知られている。

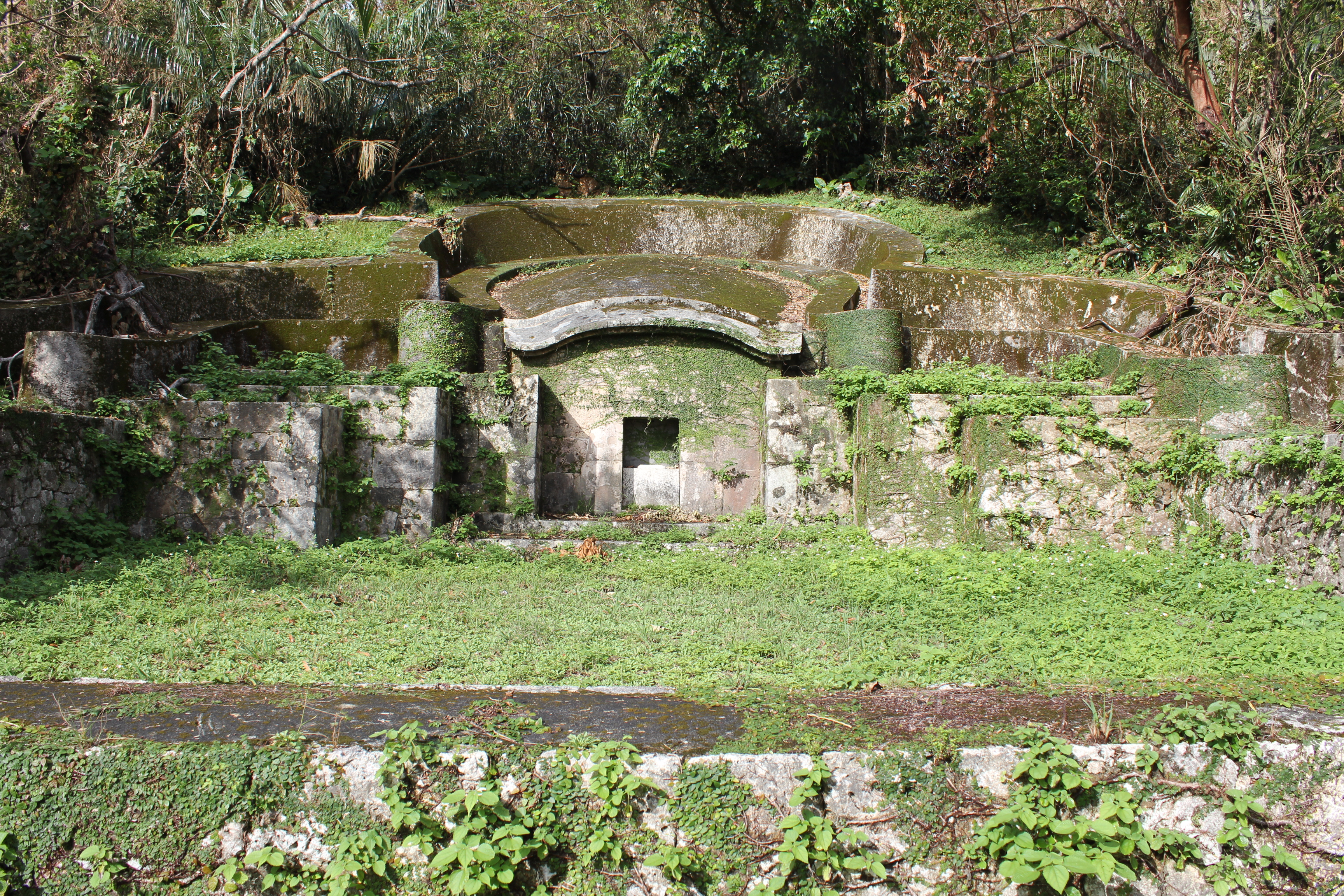
宜野湾御殿の墓

宜野湾御殿の墓は、沖縄戦で被害を受けたが戦後修復された。墓本体は幅約12m、奥行き約23mと伊江御殿墓より大型化している。低めのヒンプンを備え、墓室屋根のマユのそりは緩やかで優美な曲線を描き、18世紀前半の亀甲墓の典型を示している。明治時代に具志頭御殿より宜野湾御殿へ売却された。
近年米軍から敷地が解放された伊是名殿内の墓（史跡「銘苅墓跡群」の一つ）は、殿内クラスの墓でありながら、南北約30m、東西約22mと、宜野湾御殿の墓よりさらに大型化している（面積比で伊江御殿墓の3倍以上）。造墓年は不明であるが、様式から18世紀まで遡る可能性が指摘されている。ほかに同じく正確な造墓年は不明ながら、18世紀末から19世紀にかけて建造されたと推定される浦添御殿の墓や読谷山御殿の墓も規模の大きな亀甲墓として知られている。

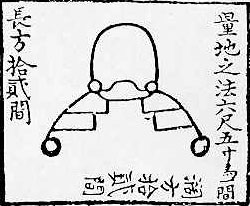
梁氏饒波家の墓図（1753年）。1間＝6尺5寸、12（拾貳）間角の敷地の記述がある。墓庭の形が中国式墳墓に近い。

久米村士族の亀甲墓は、概ね首里士族と同様であるが、中には梁氏饒波家の墓図にあるように、マユや袖石は亀甲墓と同じだが、ウーシが4つあり墓庭の形が中国式墳墓の伸手（袖垣）をそのまま取り入れたようなものも存在した。この墓は那覇若狭町の護道院の後ろにあった。
地方では、久米島にある仲村家（屋号・山根）の小港松原墓が1718年に造墓されている。この墓は蔡温（当時・末吉親雲上）が、1716年、中国へ行く途中暴風のために久米島に立ち寄った折、風水を見て墓地を選定したことが墓碑に記されている。マユの下に垂木がついた珍しいタイプの亀甲墓で、首里・那覇から石工を呼び寄せて造ったらしく、身分は平民（百姓）とはいえ代々地頭代（村長）を務めてきた地方の名家の財力が偲ばれる。
亀甲墓は当初は規模に制限がなく次第に巨大化していったので、1735年、墓地の広さが制限され、士族は12間角（約23.6m角、約558m2（約169坪））、平民は6間角（約11.8m角、約140m2（約42坪））と定められた。また当初は平民（夫地頭など地方役人の家柄）にも建造が許されていたが、後に士族のみに制限された。

### 廃藩置県後

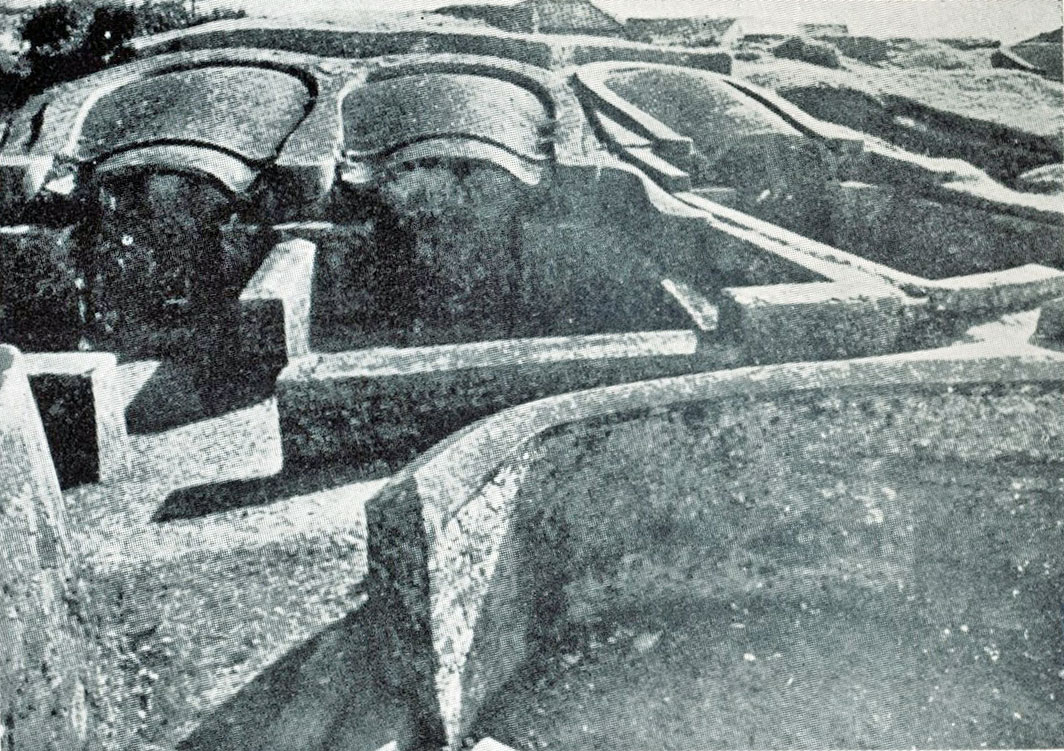
那覇の辻原墓地。柳宗悦が「天下の景観」 と讃えた、海辺に面したこの墓地も戦後の区画整理で失われた。

1879年の廃藩置県以後、庶民にも亀甲墓を造ることが許されるようになった。王朝時代、亀甲墓は士族のみに許された特権であったので、庶民には憧れの的であった。それゆえ、明治中期から大正・昭和初期にかけて、亀甲墓は数多く造られた。地方に造られた亀甲墓は、概ねこの時期のものである。
沖縄戦では、首里・那覇にあった多くの亀甲墓が甚大な被害を被った。さらに戦後の1951年、追い打ちをかけるように那覇の辻原墓地、若狭町の広大な墓地群が米軍の軍命により撤去・区画整理されてしまい、このとき亀甲墓を含む多くの墓が失われてしまった。両墓地の総墓数は1,700以上だったとされる。

### 戦後
沖縄戦後は、火葬の普及、本島都市部への人口集中や核家族化による家族墓への需要増などから、より小型の家形墓（ヤーグヮーバカ）へ人気が移ってきている。また、家族墓用の小型の亀甲墓も販売されている。材質も伝統的な琉球石灰岩から、建設が容易なコンクリートやブロック、またメンテナンスのしやすさから御影石も近年は人気である。模合や村落共同体による共同墓地も多い。本土復帰後は、墓の形にとらわれず小型の塔式墓（大和墓）や、琉球式の墓の上に、より小型の塔式墓標を乗せたものも見られる。
旧来、先祖代々の土地にあった墓も、墓参や手入れのために隔地や離島まで出かける必要があり、かつては風葬墓、甕棺墓、土葬墓も多かった事から、墓を引き上げて沖縄本島など居住地に小型の家形墓として移動させる例も多い。風土葬の遺骸は、法令上も改めて火葬、焼却する必要がある。
もっとも王族や高級士族の大型の亀甲墓は移動されず、現代も子孫により管理、墓参が行われている。伊是名玉陵清明祭などが有名。

## 構造

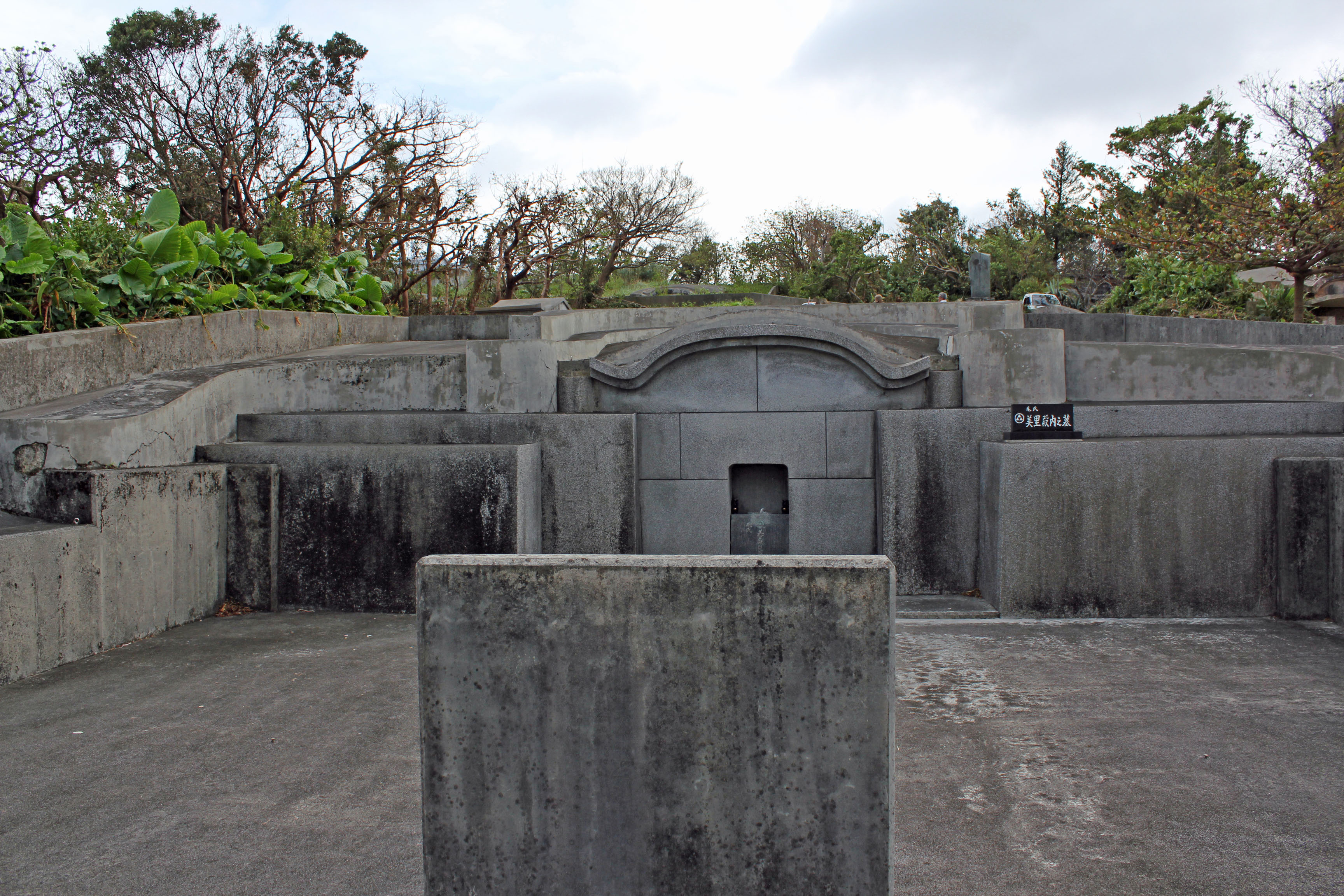
毛氏美里殿内の墓

亀甲墓の伝統的な造り方は、基本的には琉球石灰岩の丘の斜面を掘り込んで墓室を造る形式と、切石をアーチ状に積み上げて墓室を造り、その上に土砂をかぶせる形式の2種類がある。戦後はコンクリート製等が主流である。
墓の基本構成は、屋根、墓室、墓庭の3部門からなる。墓室正面の高さは9尺（約2.7m）、墓室入口は高さ3尺5寸（約1m）、幅2尺2寸（約67cm）ほどである（真境名安興『沖縄一千年史』）。
墓室の中に大型の厨子甕（蔵骨器）を複数収納するスペースが必要なため、亀甲墓の墓室内部の広さも畳にして4畳から大きい場合は8畳くらいある。墓室の正面奥には厨子甕を安置する石の棚が数段設けられている。また、墓室の左右壁際にも側棚（スバダナ）と呼ばれる、同様の棚が各一段ある。
棚の手前、すなわち墓室入ってすぐには、シルヒラシ（シルハラシドゥクマ）と呼ばれる棺を置くスペースがある。遺体を納めた棺が墓室に運び込まれると、ここに3～7年安置して風葬（一次葬）にし、その後洗骨して骨を厨子甕に納め棚に安置する（二次葬）。死者が相次ぐと、1年ほどで洗骨する場合もある。
棚の正面中央には、通常始祖の厨子甕を安置する。その後は、昭穆の順に従って、二世、三世、四世……と始祖の厨子甕の左右に交互に安置する。ただし実際には各門中・家ごとに設置の仕方に相違・例外もあり、この通りにならない場合もある。
墓室前にある墓庭（ハカヌナー）は、清明祭のときなど、門中が集まって男女が左右に分かれて座し、持ち寄った重箱を広げて食事をしたりするスペースとして活用される（ただし清明祭が沖縄で始まったのは亀甲墓の出現より約80年後の1768年）。墓庭の入口よりのほうにヒンプン（屏風）と呼ばれる石垣塀を立てる場合もある。悪い風が直接墓室に当たらないように遮る風水上の意味がある。ヒンプンは沖縄の伝統家屋にもよく見られる塀である。墓庭の周りは袖垣（スディガチ）と呼ばれる石垣で囲まれる。

### 各部名称

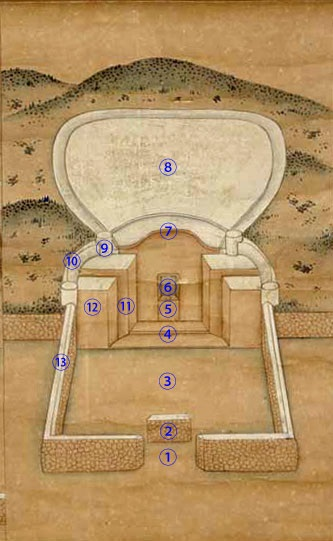

※墓の各部名称は地域によって異なる。下記は一例。
- ①ジョー（門）
- ②ヒンプン（屏風）
- ③ハカヌナー（墓の庭）
- ④サンミデー（供物台）
- ⑤コールイシ（香炉石）
- ⑥ヒラチ（蓋石）
- ⑦マユ（眉）
- ⑧チジュ（頂上）
- ⑨ウーシ（臼）
- ⑩ワラビヌティ（童の手）
- ⑪⑫スディイシ（袖石）
- ⑬スディガチ（袖垣）

## 墓制

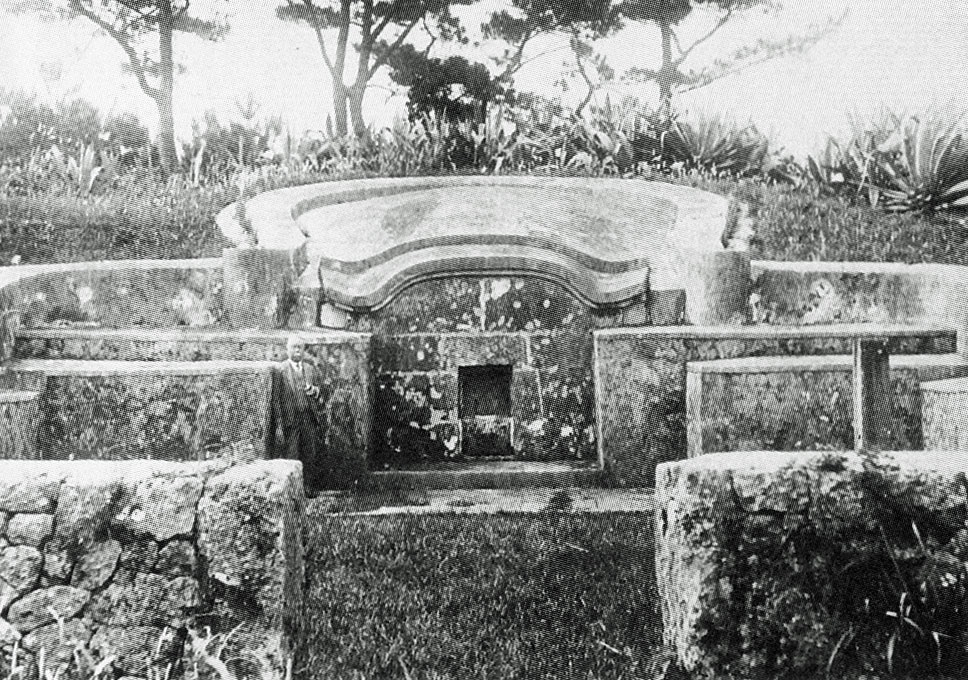
宜湾朝保の墓（1933年撮影）

亀甲墓は元来、破風墓とともに士族のみに許された墓形式であったためか、沖縄本島でも首里・那覇を中心に中南部によく見られる。
沖縄の伝統的な墓制は門中墓・家族墓であるが、かつては社会階層や地域、また各門中ごとに被葬者の資格が細かく決まっており一様に定義するのはむずかしい。首里・那覇の上流士族階層では、歴代当主とその室、あとは夭折した子女のみを葬る本墓（家族墓）と、側室や次男以下の兄弟が葬られる脇墓とが区別される例があった。
沖縄本島南部には、幸地腹門中墓・赤比儀腹門中墓のように、腹（ハラ）と呼ばれる大門中の墓がある。ここには5,400m2の敷地に2門中約5,500人が葬られている。トーシーと呼ばれる本墓はかつては亀甲墓であったが、1935年（昭和10年）に現在見るような破風墓に改修された。トーシーの内部はシルヒラシ所と納骨所に分かれており、シルヒラシ所には80歳以上の高齢でなくなった者や功労のあった者が葬られる。
個人墓は沖縄ではきわめて例外的であるが、玉城親方朝薫の「一ツ墓」や今帰仁按司朝敦（具志川御殿三世）の「津屋口墓（アカン墓）」のような例があった。
ほかにもアジシー（按司御墓、神御墓）と呼ばれる祖先墓と現在使用している門中墓との区別などもある。
沖縄では厨子甕（蔵骨器）は墓室に納めるが、台湾などでは小さな縦穴を掘り金斗と呼ばれる蔵骨器をそこに納める（近年は墓室タイプも登場している）。また、洗骨（拾骨）も、沖縄では風葬後に行うが、台湾では土葬後に行われる。

### 神墓
亀甲墓の室内で厨子甕が満杯になってしまうと、『中山世鑑』にある「七世生神（しちせいしょうしん）、すなわち「死後七代目には必ず神になる」と言う琉球神道の思想から、その墓を塗り固めて閉じてしまい「神墓」（かみばか、方言：クリバカ）とし、新たな「当世墓」を建てると言うのが、かつての王士族の慣わしとなっていた。一方平民などの門中墓・共同墓など、そう言う訳にいかない場合には、古いお骨から順に「池」と呼ばれる区画に散骨し風化させ、厨子甕は処分する。これは本土墓のカロートに似ている。
かつて古い時代は風葬において洞穴墓や横穴墓の入口を埋め固め「神墓」となっていた。神墓は特に古い時代の物は人里離れた山中などにあり、管理する者が居なくなると廃絶した物も多いと考えられる。いっぽう、子孫係累、門中などが代々「拝所（をがん）」として祀り、次第にシマやクニの民が多く礼拝の対象とし「御嶽（うたき）」となった物も数多くある。古い時代のものは「按司墓（あじばか）」などと呼ばれる。

## 思想
亀の甲羅状の屋根が覆う部分は、一説には母の胎内、そこから人が生まれてきた出生以前の胎内を意味していると言われる。中国の易経の世界観では、人の一生が、誕生以前の漆黒の闇を玄冬とし、青春（青年期）、朱夏（壮年期前期）、白秋（壮年期後期）を経て、老い衰えて目も見えず、耳も聞こえなくなると、再び死の闇に戻る。これで一生の円環が閉じるのだが、この四つの季節に方位の東西南北が当てられ、それぞれを四聖獣が守護するといわれ、北の玄冬（老年期）に充てられているのが、伝説上の亀の一種、玄武であることから、母体の中の闇の世界を亀の甲羅で覆ったのではないか、と考えられる。
古来日本列島全体に風葬の習慣があったが、沖縄県ではこの習慣がこの墓と融合し、死後数年間は遺骸を石室内に放置し、数年後に親族（特に長男の嫁）で洗骨して改めて厨子甕に納骨して墓室に収めることから、墓室内部は広く設けられている。近年では沖縄県でも本土同様に火葬するケースが多くなっていることから、小規模な亀甲墓も見られるようになってきており、集合霊園に骨壷が納められる程度の小さなものが設置されることも増えてきている。本土でも、移住先に墓所を設けた沖縄県出身者が小規模、もしくは一般的な墓石サイズの小さな亀甲墓を建立した例がある。

## 著名な亀甲墓

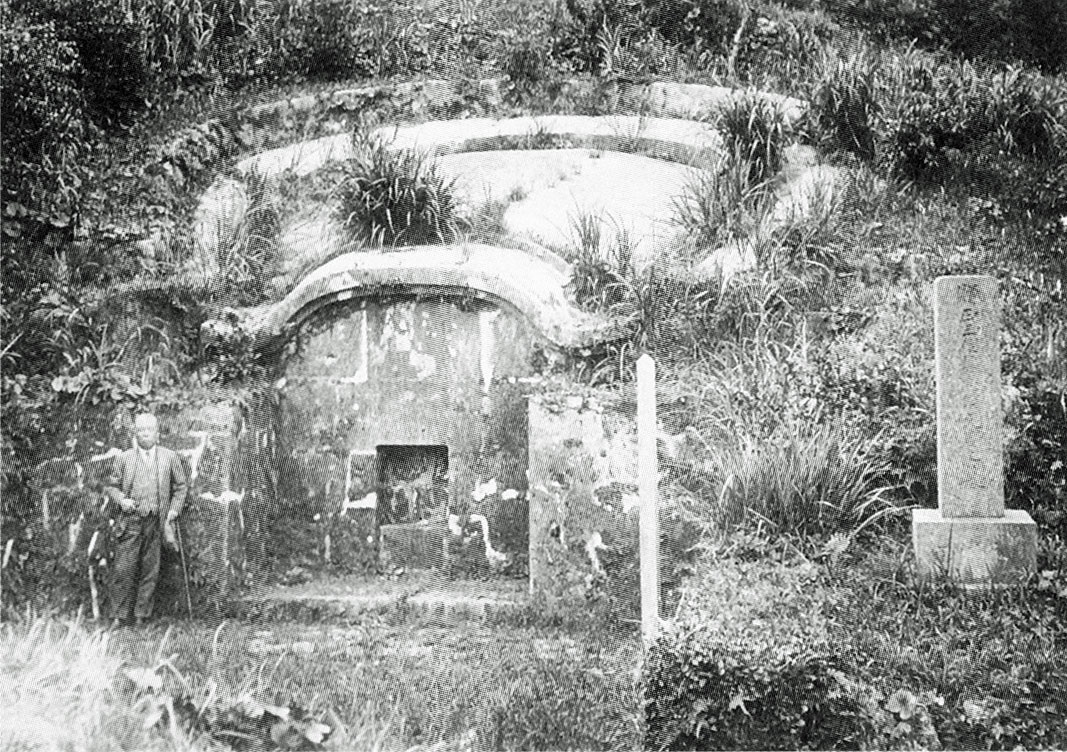
蔡温の墓（1933年撮影）。写真内の人物は山崎正董。ただし本来の御拝領墓は別にあったが、子孫が借金返済のために売却し、移転した後の墓がこの墓だという。この墓も戦災に遭い、戦後近代的に改修された。

伊江御殿墓が1999年、国の重要文化財に指定されるなど、沖縄独自の墓様式として伝統的な亀甲墓の歴史的・文化的価値が近年見直されている。
- 護佐丸の墓：1686年造墓。
- 伊江御殿墓：1687年造墓。国の重要文化財。
- 小港松原墓：1718年造墓。久米島町指定有形文化財。
- 宜野湾御殿の墓：1738年造墓（推定）。那覇市指定史跡。
- 浦添御殿の墓：18世紀末造墓（推定）。浦添市指定史跡。
- 読谷山御殿の墓：造墓年不明。初代・朝憲が1811年没なので、19世紀前半頃か。那覇市指定有形文化財。
- 伊是名殿内の墓：造墓年不明。18世紀の様式とされる。伊是名殿内自体は19世紀の創設。国の史跡（史跡「銘苅墓跡群」のうち）。

### その他
- 蔡温の墓：戦後改修
- 宜湾朝保の墓：戦後改修

## 清明祭
旧暦の3月頃、清明の節に行われる年中行事の一つで、18世紀に中国から伝わった。最初は首里の士族が中心に行ってきたが、その行事が農村部の庶民にまで広がった。墓前で親族が馳走を用意して、その家の亀甲墓の前で歓談しながら飲食を共にする習慣が残っている。

## 逸話

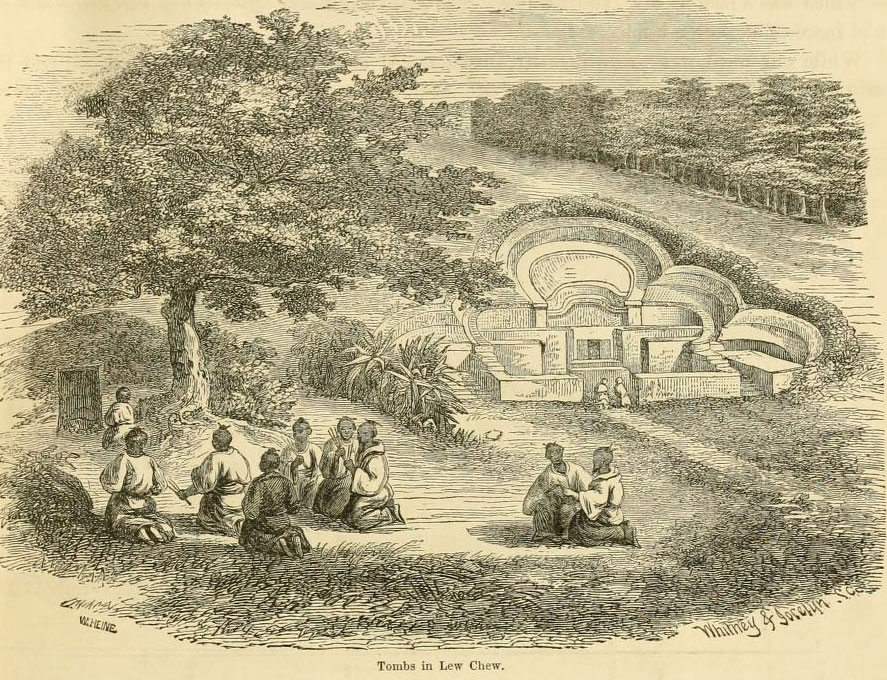
ペリー『日本遠征記』に描かれた亀甲墓

- マシュー・ペリー提督が来琉した時、随行していた秘書官テイラーは船上から海岸沿いに点在する亀甲墓を見て、「最初私はそれを家かと思ったが、それは石灰岩の墳墓であった」という感想を日記に書き留めている[10]。
- 柳宗悦は、亀甲墓を含む琉球の墳墓を高く評価し、「琉球の霊墓は段位が違うのです。人間が築造した墓所として、かくも神秘的なものがどこにあるでしょう。民間のものといえども、無類に立派な形相を現しているのです。あるものは家の型を示し、あるものは亀甲の形を示し驚くべき量感が迫ってくるのです。（中略）沖縄の墳墓こそは沖縄の至宝なのです。それは驚くべき芸術品でさえあるのです。そのあるものは国宝に列せしめてもよいのです。必ずやその日が来るでしょう。その美しさは無類のものだといわねばなりません」と語っている[11]。
- これを墓と知らない人たちにとっては、一見防空壕や掩蔽壕（トーチカ）のようにも見え、第二次世界大戦（太平洋戦争）の最中、アメリカ軍が軍事設備と誤認して砲爆撃を浴びせたこともあったという。日本軍は実際に簡易なトーチカや指揮所として利用し、住民も防空壕や避難所として使用した。中には、砲爆撃を逃れてこの中に避難したものの、軍事目標と誤認されていたがために砲爆撃の優先標的とされて攻撃を受け、一家全滅の憂き目に遭った、という悲惨な例もあった。

なお「夜になると入り口の戸が開く」という伝説が沖縄では古くから伝わっているが、今のところ確たる目撃例は無い。